# Ірула
Ірула — етнічна група Індії. Народ живе у Нілгірійських горах на півдні Індії у штатах Таміл Наду та Керала. Чисельність народу становить близько 25 000 чол. Розмовляють на мові ірула з дравідійської мовної родини.

## Спосіб життя
Спосіб життя — осілий. Проживають в основному в маленьких селищах (6-7 круглих глинобитних хатин, що стоять зімкнутим поруч). Традиційними заняттями є полювання, рибальство і збиральництво, частково поширене також ручне підсічно-вогневе землеробство. Частина ірула також працюють на плантаціях. Сповідують індуїзм і традиційні вірування (анімізм, культ Матері-Богині, культи каменів і лісових духів). Одягом чоловіків служить пов'язка на стегнах, а жінок — сукня зразок індійського сарі.

### Полювання на змій
Одним із характерних занять племені є полювання на змій. Ловлять вони змій не заради шкіри або м'яса, а заради більш цінного матеріалу — отрути. У полюванні на плазунів беруть участь не тільки дорослі, а й діти. Навчаються діти на нешкідливих зміях, але з 8-9 років вони переходять на отруйних, в підлітковому віці їх беруть на справжнє полювання — полювання на кобру.
Серед отруйних змій, яких ловлять ірула, на першому місці знаходиться очкова кобра (Naja naja), на другому і третьому місцях — крайт (Bungarus) і гадюка Рассела (Vipera russelli) відповідно. Їхня отрута не менш небезпечна — укус крайта зовсім не болючий, але коли токсин починає поширюватися в організмі, потерпілий починає страждати від болю, але робити щось вже пізно. Через відсутність медичних установ, ірула вдаються до народної медицини, готують відвар з сушених перемелених листків і корінців.
Раніше змій ловили і через шкіри, але уряд Індії підписав міжнародної конвенції з регулювання продажу тварин, у зв'язку з цим експорт зміїної шкіри був заборонений. У свою чергу, видобуток отрути не впливає на стан популяції рептилій. Спійманих змій здають в спеціальні кооперативи, де їх утримують деякий час, «доять» раз на тиждень і відпускають на волю.